# Лернаовит
Лернаовит (арм. Լեռնահովիտ) — село в Лорийской области. Основан в 1826 году. Основали село выходцы из Западной Армении (в составе Османской империи), которым пришлось покинуть свои дома из за притеснений со стороны турок. По приданию изначально было 7-9 семей, которые сначала основались в Марнеу́ли(Грузия) но позже изменили своё решение и продолжили свой путь основавшись в Лорийской области (Армения). Разговаривают жители на Западноармянском языке. Диалект жителей этого села похож на ближайшие соседские села но имеет отличительные черты, сегодня жителей этого села так же как и остальных ближайших именуют франгами. Рядом с селом есть гора Карджадош на которую из года в год местные жители и жители соседних сёл совершают некое поломничество в мае. В селе родился известный бизнесмен Карапетян, Самвел Саркисович.
В 1957 году, когда в селе проводили водопроводную сеть,все ямы были полны останками людей и животных,разного рода инструментов,каменных саркофагов,бронзовым оружием. Многие эксперты считают что населенный пункт существовал еще с бронзового века.